# Heinz Hitler
Heinz Hitler, pseudonimo di Heinrich Hitler (Magdeburgo, 14 marzo 1920 – Mosca, 21 febbraio 1942), è stato un militare tedesco, figlio di Alois Hitler, Jr. e della sua seconda moglie Hedwig Heidemann e nipote di Adolf Hitler.
Quando iniziò la seconda guerra mondiale, si unì alla Wehrmacht e prestò servizio nel fronte orientale, dove fu catturato e morì prigioniero nel 1942.

## Biografia
Heinz frequentò l'accademia militare d'élite, la National Politische Erziehungsanstalten a Ballenstedt in Sassonia-Anhalt. Aspirante ufficiale, Heinz entrò nella Wehrmacht come sottoufficiale ai segnali con il 23º Reggimento di artiglieria nel 1941, e partecipò all'invasione dell'Unione Sovietica, l'operazione Barbarossa. Il 10 gennaio 1942 gli fu ordinato di raccogliere apparecchiature radio da una postazione militare. Fu catturato dalle forze sovietiche e torturato a morte nel carcere militare di Butyrka a Mosca, all'età di 21 anni.